# Abadía de Dunfermline
La Abadía de Dunfermline  es una iglesia ubicada en Dunfermline, Fife, Escocia. En 2002, la congregación tenía 806 miembros. La actual abadesa es la madre reverenda MaryAnn R. Rennie desde 2012. La iglesia ocupa el lugar de la antigua capilla y la abadía medieval benedictina, que fue saqueada en 1560 durante la Reforma Escocesa y permitió su caída. Parte de la iglesia de la vieja abadía continuaba en uso en ese tiempo y partes de la infraestructura de la abadía siguen en pie hoy en día. La Abadía de Dunfermline es uno de los monumentos culturales más importantes de Escocia. Algunos reyes y consortes de Escocia fueron sepultados aquí.

## Historia

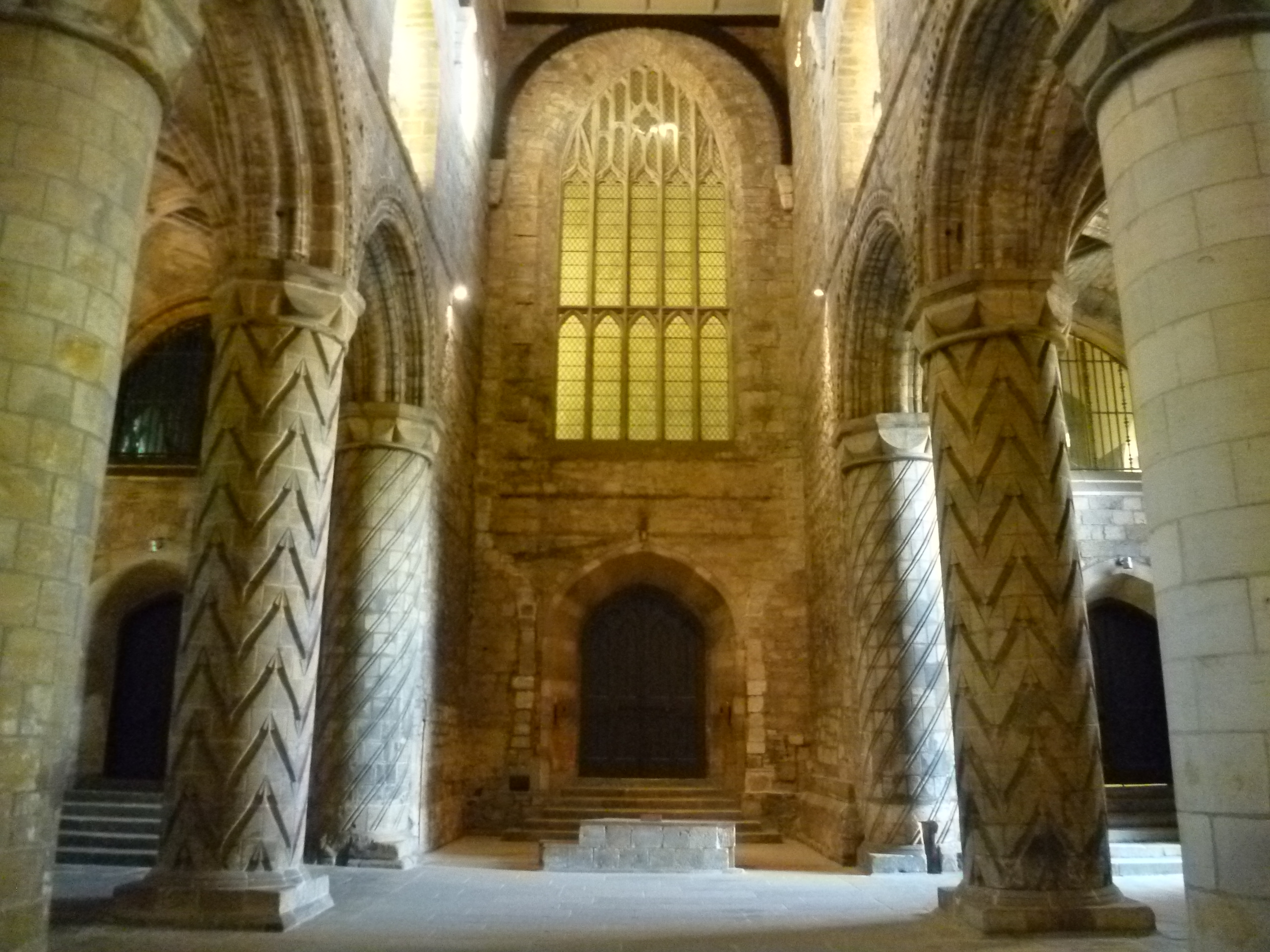
La nave desde el reinado de David I de Escocia

La abadía benedictina de la Santísima Trinidad y Santa Margarita de Escocia fue fundada en 1128 por el Rey David I de Escocia, pero el monasterio estuvo basado en una fundación anterior en el reinado del Rey Malcolm III y su reina, santa Margarita de Escocia. Al frente estaba el abad de Dunfermline, siendo el primero Geoffrey de Canterbury, que había sido prior en la Iglesia de Cristo en Canterbury, el monasterio de Kent que posiblemente nutrió a la abadía de Dunfermline de sus primeros monjes. En el pico de su poder, controlaba cuatro villas, tres tribunales de regality y varias tierras desde Moray en el norte hacia el sur en Berwickshire.

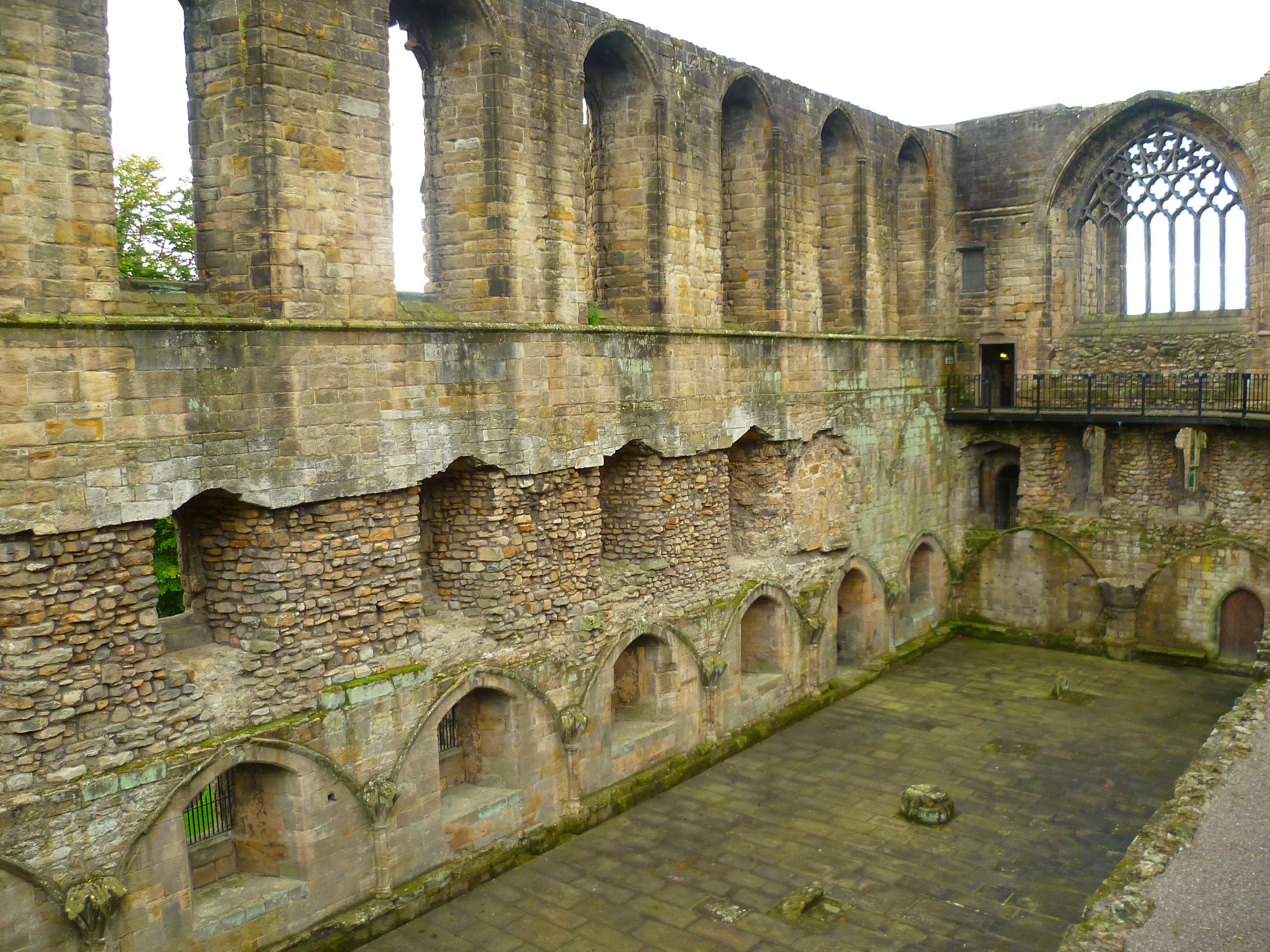
Ruinas del refectorio